# Campeonato Mundial de Atletismo de 2022 - Salto triplo feminino
A competição do salto triplo feminino no Campeonato Mundial de Atletismo de 2022 foi realizada no estádio Hayward Field, em Eugene, nos Estados Unidos, entre os dias 16 e 18 de julho de 2022.

## Recordes
Antes da competição, os recordes eram os seguintes:
| Recorde mundial                               | Yulimar Rojas (VEN)          | 15.74 | Belgrado, Sérvia   | 20 de março de 2022   |
| Recorde do campeonato                         | Inessa Kravets (UKR)         | 15.50 | Gotemburgo, Suécia | 10 de agosto de 1995  |
| Recorde do ano                                | Yulimar Rojas (VEN)          | 14.83 | La Nucia, Espanha  | 11 de junho de 2022   |
| Recorde da África                             | Françoise Mbango Etone (CMR) | 15.39 | Pequim, China      | 17 de agosto de 2008  |
| Recorde da Ásia                               | Olga Rypakova (KAZ)          | 15.25 | Split, Croácia     | 4 de setembro de 2010 |
| Recorde da América do Norte, Central e Caribe | Yargeris Savigne (CUB)       | 15.29 | Roma, Itália       | 11 de julho de 2003   |
| Recorde da América do Sul                     | Yulimar Rojas (VEN)          | 15.74 | Belgrado, Sérvia   | 20 de março de 2022   |
| Recorde da Europa                             | Inessa Kravets (UKR)         | 15.50 | Gotemburgo, Suécia | 10 de agosto de 1995  |
| Recorde da Oceania                            | Nicole Mladenis (AUS)        | 14:04 | Hobart, Austrália  | 9 de março de 2002    |
| Recorde da Oceania                            | Nicole Mladenis (AUS)        | 14:04 | Perth, Austrália   | 7 de dezembro de 2003 |

Os seguintes recordes mundiais ou olímpicos foram estabelecidos durante esta competição:
| Data        | Evento | Atleta              | Distância | Notas               |
| ----------- | ------ | ------------------- | --------- | ------------------- |
| 18 de julho | Final  | Yulimar Rojas (VEN) | 15.47 m   | Melhor marca do ano |

## Medalhistas
| Ouro                | Prata                   | Bronze              |
| Yulimar Rojas (VEN) | Shanieka Ricketts (JAM) | Tori Franklin (USA) |

## Tempo de qualificação
| Tempo de qualificação |
| --------------------- |
| 14.32 m               |

## Calendário
| Data        | Horário | Fase         |
| ----------- | ------- | ------------ |
| 16 de julho | 10:30   | Qualificação |
| 18 de julho | 18:20   | Final        |

Todos os horários estão no horário local (UTC-7)

## Resultados

### Qualificação
Qualificação: 14,40 m (Q) ou as 12 melhores performances (q). 
| Pos. | Grupo | Atleta                    | Nacionalidade        | Tentativa | Tentativa | Tentativa | Marca | Notas |
| Pos. | Grupo | Atleta                    | Nacionalidade        | 1         | 2         | 3         | Marca | Notas |
| ---- | ----- | ------------------------- | -------------------- | --------- | --------- | --------- | ----- | ----- |
| 1    | B     | Yulimar Rojas             | Venezuela            | 14.72     |           |           | 14.72 | Q     |
| 2    | A     | Maryna Bekh-Romanchuk     | Ucrânia              | 14.54     |           |           | 14.54 | Q     |
| 3    | B     | Ana José Tima             | República Dominicana | 14.18     | 14.31     | 14.52     | 14.52 | Q,    |
| 4    | A     | Kristiina Mäkelä          | Finlândia            | 14.48     |           |           | 14.48 | Q,    |
| 5    | A     | Shanieka Ricketts         | Jamaica              | 14.45     |           |           | 14.45 | Q     |
| 6    | A     | Thea Lafond               | Dominica             | 14.39     |           |           | 14.39 | q     |
| 7    | A     | Keturah Orji              | Estados Unidos       | 14.23     | 13.62     | 14.37     | 14.37 | q     |
| 8    | A     | Ackelia Smith             | Jamaica              | 13.63     | 13.75     | 14.36     | 14.36 | q,    |
| 9    | B     | Tori Franklin             | Estados Unidos       | x         | 14.36     |           | 14.36 | q     |
| 10   | A     | Patrícia Mamona           | Portugal             | 14.04     | x         | 14.32     | 14.32 | q     |
| 11   | A     | Leyanis Pérez             | Cuba                 | 14.23     | 14.30     | 14.17     | 14.30 | q     |
| 12   | B     | Kimberly Williams         | Jamaica              | 14.27     | 13.69     | 14.27     | 14.27 | q     |
| 13   | A     | Jasmine Moore             | Estados Unidos       | 13.86     | 14.09     | 14.24     | 14.24 |       |
| 14   | B     | Senni Salminen            | Finlândia            | 14.05     | 14.21     | 14.13     | 14.21 |       |
| 15   | A     | Hanna Minenko             | Israel               | x         | 14.11     | x         | 14.11 |       |
| 16   | A     | Neja Filipič              | Eslovênia            | 13.82     | x         | 14.05     | 14.05 |       |
| 17   | B     | Liadagmis Povea           | Cuba                 | 14.01     | 13.96     | 13.99     | 14.01 |       |
| 18   | B     | Naomi Metzger             | {{GBR}\|2}           | 13.97     | 13.78     | 13.84     | 13.97 |       |
| 19   | B     | Davisleydi Velazco        | Cuba                 | x         | 13.66     | 13.94     | 13.94 |       |
| 20   | B     | Neele Eckhardt-Noack      | Alemanha             | 13.63     | 13.58     | 13.93     | 13.93 |       |
| 21   | A     | Ruth Usoro                | Nigéria              | 13.93     | 13.85     | 13.87     | 13.93 |       |
| 22   | A     | Ottavia Cestonaro         | Itália               | 13.63     | x         | 13.60     | 13.63 |       |
| 23   | B     | Tuğba Danışmaz            | Turquia              | 13.34     | 13.63     | 11.42     | 13.63 |       |
| 24   | B     | Spyridoula Karydi         | Grécia               | 13.55     | 13.62     | 13.28     | 13.62 |       |
| 25   | B     | Gabriele Sousa dos Santos | Brasil               | 13.62     | x         | x         | 13.62 |       |
| 26   | B     | Yekaterina Sariyeva       | Azerbaijão           | x         | 13.24     | 13.46     | 13.46 |       |
| 27   | A     | Jessie Maduka             | Alemanha             | 13.17     | 13.30     | 13.14     | 13.30 |       |
| 28   | B     | Mariya Yefremova          | Cazaquistão          | x         | 13.27     | x         | 13.27 |       |

### Final
A final ocorreu dia 18 de julho às 18:20. 
| Pos.              | Atleta                | Nacionalidade        | Tentativa | Tentativa | Tentativa | Tentativa | Tentativa | Tentativa | Marca | Notas                |
| Pos.              | Atleta                | Nacionalidade        | 1         | 2         | 3         | 4         | 5         | 6         | Marca | Notas                |
| ----------------- | --------------------- | -------------------- | --------- | --------- | --------- | --------- | --------- | --------- | ----- | -------------------- |
| Medalha de ouro   | Yulimar Rojas         | Venezuela            | 14.60     | 15.47     | 15.24     | x         | x         | 15.39     | 15.47 | Melhor marca do ano  |
| Medalha de prata  | Shanieka Ricketts     | Jamaica              | 14.89     | 14.86     | 14.37     | 14.40     | 14.62     | 14.80     | 14.89 | Recorde da temporada |
| Medalha de bronze | Tori Franklin         | Estados Unidos       | 14.53     | 14.45     | x         | x         | 14.72     | x         | 14.72 | Recorde da temporada |
| 4                 | Leyanis Pérez         | Cuba                 | 14.40     | 14.70     | 14.39     | 14.54     | 14.58     | 14.19     | 14.70 | Recorde pessoal      |
| 5                 | Thea Lafond           | Dominica             | x         | 13.18     | 14.43     | 14.26     | x         | 14.56     | 14.56 |                      |
| 6                 | Keturah Orji          | Estados Unidos       | 13.47     | 14.49     | x         | x         | x         | 14.06     | 14.49 |                      |
| 7                 | Kimberly Williams     | Jamaica              | x         | 14.29     | 13.74     | 14.29     | 13.99     | 14.19     | 14.29 |                      |
| 8                 | Patrícia Mamona       | Portugal             | 14.25     | x         | 14.19     | x         | 14.29     | 14.00     | 14.29 |                      |
| 9                 | Kristiina Mäkelä      | Finlândia            | 14.18     | 14.15     | 14.10     |           |           |           | 14.18 |                      |
| 10                | Ana José Tima         | República Dominicana | 14.13     | 14.12     | 13.87     |           |           |           | 14.13 |                      |
| 11                | Maryna Bekh-Romanchuk | Ucrânia              | x         | 12.70     | 13.91     |           |           |           | 13.91 |                      |
| 12                | Ackelia Smith         | Jamaica              | 13.01     | x         | 13.90     |           |           |           | 13.90 |                      |

Legenda
| Recorde mundial       | Recorde mundial (World record)               |                       | Recorde africano                      | Recorde africano (African) |                                           | Q | Classificado por posição (Qualified) |
| Recorde do campeonato | Recorde do campeonato (Championship record)  | Recorde da América    | Recorde da América (Americas)         | q                          | Classificado por melhor tempo (Qualified) |   |                                      |
| Melhor marca do ano   | Melhor marca do ano (World leading)          | Recorde asiático      | Recorde asiático (Asian)              | DNS                        | Não largou (Did not start)                |   |                                      |
| Recorde nacional      | Recorde nacional (National record)           | Recorde europeu       | Recorde europeu (European)            | DNF                        | Não terminou (Did not finish)             |   |                                      |
| Recorde pessoal       | Recorde pessoal do atleta (Personal best)    | Recorde da Oceania    | Recorde da Oceania (Oceania)          | DSQ / DQ                   | Desclassificado (Disqualified)            |   |                                      |
| Recorde da temporada  | Recorde da temporada do atleta (Season best) | Recorde sul-americano | Recorde sul-americano (South America) | NM                         | Sem marca (No mark)                       |   |                                      |